# Братанюк Василь Іванович
Васи́ль Іва́нович Братаню́к (рос. Василий Иванович Братанюк; * 6 січня 1964, Старокостянтинів Хмельницької області) — український живописець. Член Спілки художників Росії. Працює в жанрі пейзажу, етюду, портрету та історичної картини.

## Біографія
У Старокостянтинові навчався в п'ятій, четвертій та першій школах, а також у Старокостянтинівській художній школі, де його викладачами були Микола Панасюк, Володимир Павлович.
У 1980—1984 роках навчався на живописному відділенні Одеського художнього училища імені Митрофана Грекова. У 1986—1988 роках. займався в майстернях Костянтина Ломикіна в Одесі, Михайла Ряснянського в Миколаєві, Тетяни Яблонської в Києві.
У 1988—1889 роках переїхав до Санкт-Петербургу, відвідував заняття в Бориса Угарова і Віктора Рейхета. 1990 року вступив на живописний факультет Інституту живопису, скульптури і архітектури імені Іллі Рєпіна Російської Академії мистецтв. Розпочав заняття в майстернях станкового живопису під керівництвом Юрія Непринцева й Олега Єремєєва.
Від 1997 року Братанюк — член Петербурзького відділення Спілки художників Росії. Живе і працює в Санкт-Петербурзі. Експонент численних виставок, учасник міжнародних аукціонів.